# Uzovský Šalgov
Uzovský Šalgov je obec na Slovensku v okrese Sabinov. Leží v jeho jižní části asi 3 km na jihozápad od Sabinova. Okres Sabinov je součástí Prešovského kraje, ve kterém má centrální pozici. Prešovský kraj se rozprostírá v severovýchodní části Slovenska. Katastr obce Uzovský Šalgov má rozlohu 6,43 km².
Při posledním sčítání obyvatelstva v květnu 2001 se z obyvatel Uzovského Šalgova 99 % hlásilo ke slovenské národnosti a 97,75 % k římskokatolickému vyznání.

## Poloha
Katastr má protáhlý tvar v severozápadně-jihovýchodním směru a sousedí s katastrem pěti obcí. Na severu hraničí s katastrem obce Pečovská Nová Ves, na východě a jihovýchodě s katastrem Ražňan, na jihu s katastrem Jarovnice, na jihozápadě s katastrem Uzovských Pekľan a nakonec na severovýchodě s katastrem obce Jakubova Voľa.
Střed obce můžeme ztotožnit s polohou Kostela sv. Imricha, který se nachází v nadmořské výšce 365 m n. m. A jeho souřadnice jsou 49° 05' severní geografické šířky a 21° 03' východní geografické délky.
Katastr Uzovského Šalgova se rozprostírá na rozhraní dvou geomorfologických celků: Bachureň a Spišsko-šarišského medzihorie, přičemž jeho větší, severozápadní část leží v Bachurni a menší, jihovýchodní část leží v podcelku Spišsko-Šarišského Medzihorie, v Šarišském Podolí, kde se nachází i intravilán obce, který je tím pádem v rámci katastru umístěn excentricky. Obcí protéká potok Šalgov a potok Šalgovec, který zásobuje Šalgovské rybníky, tvořící východní hranici obce.
Obec je situována mimo hlavní dopravní komunikace, je však jen 4 km (po silnici) vzdálena od okresního města Sabinov, na konci státní silnice Ražňany – Uzovský Šalgov. Je obklopena pouze lesy, loukami a poli, jsou zde proto určité základní předpoklady pro rozvoj venkovského turismu.